# Franz Meyerheim
Pour les articles homonymes, voir Meyerheim.
Eduard Franz Meyerheim (né le 10 octobre 1838 à Berlin, mort le 5 avril 1880 à Marbourg) est un peintre prussien.

## Biographie
Franz Meyerheim est le fils du peintre Friedrich Eduard Meyerheim ; son frère est le peintre Paul Friedrich Meyerheim. Les peintres Wilhelm (de) et Hermann Meyerheim (de) sont ses oncles paternels.
Lui et son frère sont initiés à la peinture par leur père. En 1854, il va à l'académie prussienne des arts puis quatre ans après à l'académie des beaux-arts de Düsseldorf. Franz Meyerheim fait des voyages dans la Hesse, le Tyrol, en Belgique, en Italie et en Suisse.

### Source de la traduction
- (de) Cet article est partiellement ou en totalité issu de l’article de Wikipédia en allemand intitulé « Franz Meyerheim » (voir la liste des auteurs).